# 孫景雲
孫景雲（1466年—？），字時望，浙江绍兴府上虞县人，民籍，明朝政治人物。

## 生平
浙江鄉試第三十二名舉人。弘治十二年（1499年）中式己未科會試第三十四名，三甲第十五名進士。

## 家族
曾祖孫理遜，巡检；祖孫驥；父孫泓。母章氏。具庆下。兄嵩、景露。弟峻、景霓、景霖、景霆、景雷。